# Doggerland

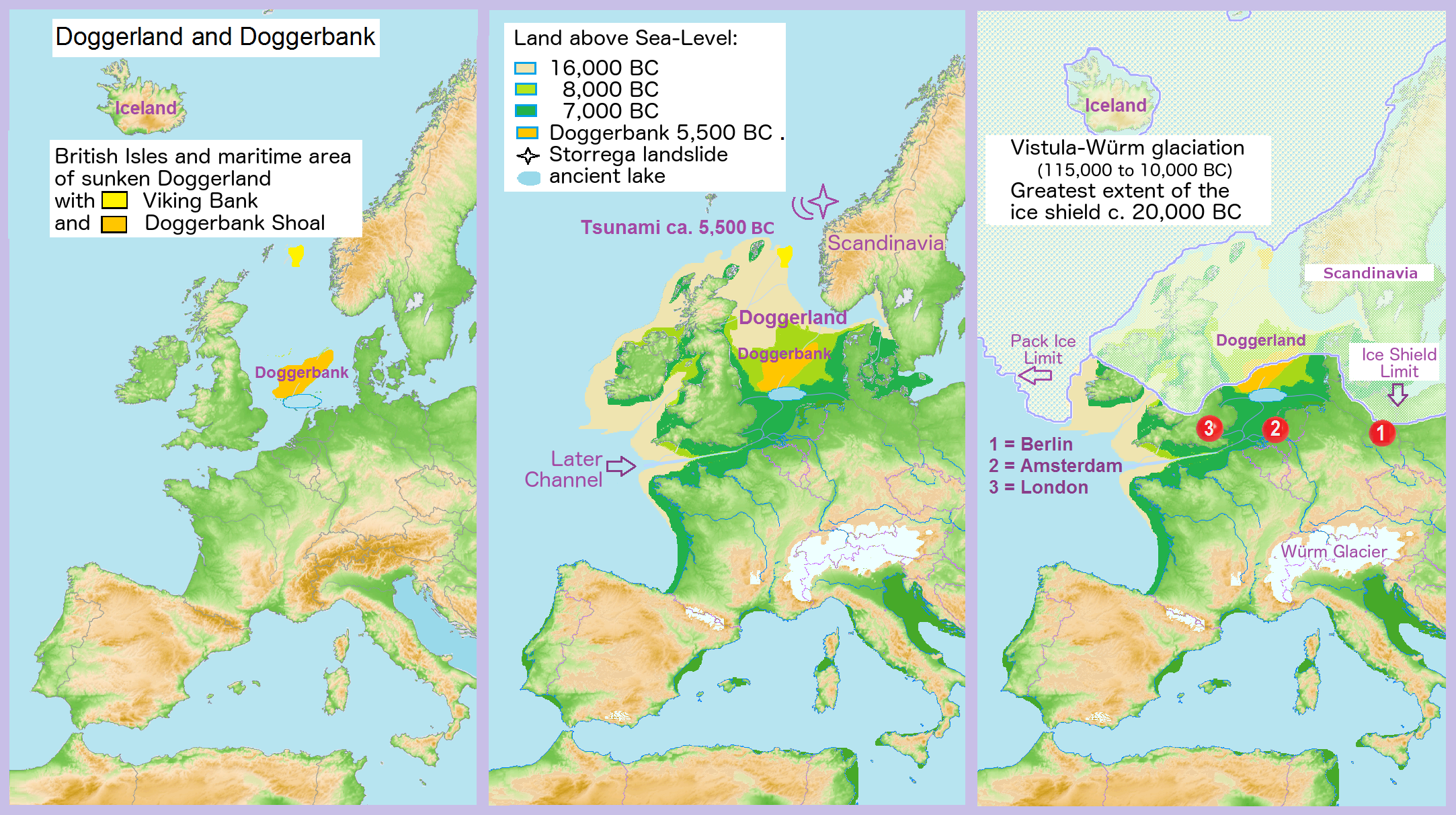

Doggerland era una parte del continente europeo esistita durante l'ultima era glaciale nella parte meridionale del Mare del Nord. Essa collegava l'Inghilterra alla Germania e alla Danimarca.

## La scoperta
Le prime indagini archeologiche dell'area risalgono al 1913, effettuate dal paleobiologo Clement Reid, che studiò resti di animali e di selci lavorate di età neolitica ai margini della zona. Nel 1915, all'interno del saggio L'antichità dell'uomo, l'anatomista Sir Arthur Keith discusse del potenziale archeologico del territorio. Nel 1931 il peschereccio Colina, a 40 km ad est del Norfolk, issò a bordo della torba in cui fu trovato un arpione d'osso di 220 mm di lunghezza, successivamente datato ad un periodo compreso tra 4 000 e 10 000 anni or sono (l'oggetto è ora esposto al museo del castello di Norwich). 
L'interesse per l'area fu rinvigorito nel 1990 grazie al professor Bryony Coles, che chiamò la zona "Doggerland" dai banchi di sabbia presenti nella zona (Dogger Bank). Il professor Coles provò, altresì, a ricostruire la mappa della zona, utilizzando congiuntamente i dati topografici ricavati con i sonar e gli studi effettuati dall'industria petrolchimica nel Mare del Nord.

## Geografia del Doggerland
Durante la glaciazione più recente (circa 12 000 anni fa), il Mare del Nord e quasi tutte le isole britanniche erano coperte di ghiaccio e il livello del mare era di circa 120 metri inferiore a quello che è oggi. Il fiume Reno scorreva verso nord, attraversando Doggerland. Si pensa che un deposito di limo del Cenozoico in Anglia Orientale sia l'antico letto del Reno. Nel 12 000 a.C. gran parte del Mare del Nord e del canale della Manica era una distesa di bassa tundra. Nell'8000 a.C. la parte settentrionale di Doggerland presentava lagune, coste e spiagge, mentre la parte interna era una vasta pianura ondulata ricca di corsi d'acqua, fiumi, paludi e laghi. Nella parte settentrionale vi è un imponente cratere meteoritico, il cratere di Silver Pit, risalente a 65 milioni di anni fa. L'innalzamento del livello del mare, dovuto allo scioglimento dei ghiacci, causò la graduale sommersione di Doggerland, che divenne un'isola nella sua zona più elevata, l'attuale secca detta Dogger Bank, mentre la Gran Bretagna si staccò dal continente intorno al 5000 a.C.

## Riscontri archeologici
Doggerland era probabilmente un habitat ricco di insediamenti umani nel periodo Mesolitico. Particolarmente rilevante è il ritrovamento nel Middeldiep, una regione del Mare del Nord a circa 16 km al largo della costa della Zelanda di un cranio di Neanderthal, datato oltre 40 000 anni fa. Le ricostruzioni archeologiche fanno pensare che nel Mesolitico Doggerland potrebbe essere stata la zona europea in assoluto più ricca di fauna e flora, habitat ideale per la caccia e la pesca dei cacciatori-raccoglitori, forse discendenti della cultura magdaleniana.

## Lo tsunami di Storegga
Nel 6200 a.C. una frana di un'enorme massa di ghiaccio sulle coste della Norvegia, conosciuta come frana di Storegga, causata forse dall'esplosione degli idrati di metano sottomarini, provocò un catastrofico tsunami che devastò l'isola che emergeva in quel periodo lì dove si trova oggi il Dogger Bank, ed ebbe un impatto enorme sulle popolazioni mesolitiche. Secondo alcuni studiosi, l'isola, molto estesa (circa 17000 km²) ma estremamente bassa, priva di montagne, fu rapidamente sommersa, sia per l'effetto dello tsunami sia per il concomitante e rapido aumento del livello del mare dovuto alla fusione dell'enorme ghiacciaio Agassiz in Canada.

## Relazione con il mito di Atlantide
Sebbene alcuni ritengano che non sia ipotizzabile identificare Doggerland con Atlantide - per esempio perché non sono state rinvenute tracce di tecnologia del bronzo o perché non vi sono tracce di attività vulcanica secondaria, caratteristiche che tuttavia non sono presenti nel racconto platonico - la scoperta dello tsunami di Storegga potrebbe fornire un primo indizio scientifico di potenziale storicità del racconto del filosofo greco. Lo tsunami produsse infatti danni enormi alle popolazioni e all'ecologia dell'Atlantico settentrionale, in un'epoca per altro molto vicina a quella indicata da Platone nei suoi scritti.

## Homo Erraticus
La canzone d'apertura del disco rock Homo Erraticus di Ian Anderson del 2014 è intitolata Doggerland e fornisce un racconto in prima persona del punto di vista degli abitanti preistorici del luogo.